# Franciszek Wincenty Mazaraki
Franciszek Wincenty Mazaraki herbu Newlin (1812–1896) – właściciel ziemski, powstaniec listopadowy.
Przyszedł na świat w 1812 r. w majątku Wyganowice koło Lublina, należącym do Anny z Mazarakich Dąbskiej – Kobylińskiej. Był synem Jana Nepomucena Bonifacego i Antoniny z Chylińskich. Jego ojciec był konfederatem barskim, powstańcem kościuszkowskim i uczestnikiem walk napoleońskich. Matka pochodziła z senatorskiego rodu.
Po wybuchu powstania listopadowego wstąpił do pułku "Krakusy" sformowanego w Miechowie. Na początku 1831 roku walczył w oddziale gen. Józefa Dwernickiego, uczestniczył z nim w bitwach pod Stoczkiem i Boremlem. Po tej ostatniej otrzymał awans na podporucznika.
Po upadku powstania osiadł w Hebdowie, siedzibie jego stryja Karola Mazaraki. Ożenił się z Eleonorą Łagowską herbu Grzymała, łowczanką radomską. Miał z nią sześcioro dzieci: Juliana, Walerego, Jana, Aleksandra Teofila, Bronisławę Mariannę (zam. Leszczyc Koszutską) i Augusta Romualda.
W lutym 1846 roku uczestniczył w powstaniu miechowskim pod wodzą kuzyna Ludwika Mazaraki – syna Karola z Hebdowa.
W latach 50. XIX wieku zakupił majątki Przecławka, Parszywska, Polichno i Dębowiec koło Pińczowa. Tam też zamieszkał na stałe.
Był donatorem parafii w pobliskiej Wolicy, przez długi czas pełnił też funkcję wójta Pińczowa, co oznacza, że cieszył się dużym poważaniem wśród chłopów.
Zmarł w 1896 r. we dworze w Przecławce. Spoczął na cmentarzu w Wolicy, w grobowcu rodzinnym.